# 210
El 210 (CCX) fou un any comú començat en dilluns del calendari julià.

## Esdeveniments
- Escòcia: L'emperador romà Septimi Sever mana reconstruir el Mur d'Antoní.
- Regne del Bòsfor: Rescuporis II succeeix en el tron el seu pare Sauromates II.